# Doctor Jivago (pel·lícula)
Doctor Jivago (títol original en anglès: Doctor Zhivago) és una pel·lícula estatunidenca dirigida per David Lean, estrenada el 1965, que va aconseguir cinc Oscars. Està basada en la novel·la homònima de Boris Pasternak.
El productor Carlo Ponti va aconseguir els drets de la novel·la de Boris Pasternak per la MGM.
És una superproducció el cost de la qual va pujar a 11 milions de dòlars de l'època (1965). La pel·lícula es va rodar en part a Espanya. Continua sent cèlebre la melodia i la música d'acompanyament de Maurice Jarre. Ha estat doblada i subtitulada al català.

## Argument
La pel·lícula comença en els anys 1950 prop d'una presa hidroelèctrica: el general Ievgrav Jivago busca una jove, que sembla la filla del seu germanastre Iuri Jivago i de Lara Antipova.
1913, Rússia, Iuri Jivago, cirurgià i poeta, té cura de la mare de Lara. Aquesta última és una bella jove, promesa amb Pasha, revolucionari idealista.
Revolució de 1917, convulsió general en un país dividit. En el front, Iuri coneix Lara, infermera, i junts tenen cura dels ferits. Després de la fi del conflicte Jivago torna a Moscou amb el seu pare, la seva dona Tonya i el seu fill Sacha, trobant la seva casa ocupada. Un policia, Ievgrav, el salva d'una confrontació i li organitza el viatge cap als Urals, d'on Iuri és originari.
Durant el viatge en vagó de bestiar es troba amb la misèria i la violència de la guerra civil, i Iuri troba fortuïtament Pasha, ara el general bolxevic Strelnikov. Aquest s'ha casat amb Lara, però Iuri fa temps que no l'ha vista. Més tard, la troba a un llogarret veí. Es converteixen en amants.

## Repartiment
- Omar Sharif: Doctor Iuri Jivago
- Julie Christie: "Lara" Antipova
- Geraldine Chaplin: Tanya Jivago
- Rod Steiger: Victor Komarovsky
- Alec Guinness: General Ievgraf Jivago
- Tom Courtenay: Pavel "Pasha" Antipov/Strelnikov
- Siobhan McKenna: Anna
- Ralph Richardson: Alexandre Gromeko
- Rita Tushingham: la filla
- Klaus Kinski: Kostoyed Amourski (l'anarquista en el tren)

## Premis i nominacions

### Premis
- Oscar al millor guió adaptat per Robert Bolt[4]
- Oscar a la millor fotografia per Freddie Young[4]
- Oscar a la millor banda sonora per Maurice Jarre[4]
- Oscar al millor vestuari per Phyllis Dalton[4]
- Oscar a la millor direcció artística per Gil Parrondo, Terence Marsh i Dario Simoni[4]
- Globus d'Or a la millor banda sonora original per Maurice Jarre
- Globus d'Or al millor vestuari per Phyllis Dalton
- Globus d'Or al millor guió per Robert Bolt
- Globus d'Or a la millor direcció artística per Terence Marsh i Gil Parrondo
- Globus d'Or a la millor fotografia en color per Freddie Young

### Nominacions[4]
- Oscar a la millor pel·lícula
- Oscar al millor director per David Lean
- Oscar al millor actor secundari per Tom Courtnay
- Oscar al millor muntatge per Borman Savage
- Oscar al millor so per Winston Ryder